# Tanjung Kurung (Runjung Agung)
Tanjung Kurung is een bestuurslaag in het regentschap Ogan Komering Ulu Selatan van de provincie Zuid-Sumatra, Indonesië. Tanjung Kurung telt 1118 inwoners (volkstelling 2010).